# Água Creola
Água Creola és una localitat de São Tomé i Príncipe. Es troba al districte de Mé-Zóchi, al nord-est de l'illa de São Tomé. La seva població és de 1.046 (2008 est.). La seva etimologia indica que subministrava la seva aigua a la població criolla.

## Evolució de la població
| 2001 | 2008  |
| 908  | 1.046 |